# جيمس بينيت غريفين
جيمس بينيت غريفين (بالإنجليزية: James Bennett Griffin)‏ هو عالم إنسان أمريكي، ولد في 12 يناير 1905 في أتشيسون في الولايات المتحدة، وتوفي في 17 مايو 1997 في بيثيسدا في الولايات المتحدة.